# Schlimia
Schlimia – rodzaj roślin z rodziny storczykowatych (Orchidaceae). Obejmuje 6 gatunków rosnących w Ameryce Środkowej i Ameryce Południowej. Występują w takich krajach jak: Boliwia, Kolumbia, Kostaryka, Ekwador, Peru, Wenezuela.

## Systematyka
Rodzaj sklasyfikowany do podplemienia Stanhopeinae w plemieniu Cymbidieae, podrodzina epidendronowe (Epidendroideae), rodzina storczykowate (Orchidaceae), rząd szparagowce (Asparagales) w obrębie roślin jednoliściennych.
Wykaz gatunków
- Schlimia alpina Rchb.f. & Warsz.
- Schlimia condorana Dodson
- Schlimia garayana H.R.Sweet
- Schlimia jasminodora Planch. & Linden
- Schlimia jennyana Lückel
- Schlimia stevensonii Dodson